# Hexatoma atra
Hexatoma atra är en tvåvingeart som först beskrevs av Carl Ludwig Doleschall 1859.  Hexatoma atra ingår i släktet Hexatoma och familjen småharkrankar. Inga underarter finns listade i Catalogue of Life.